# Leptothorax hispidus
Leptothorax hispidus är en myrart som beskrevs av Arthur C. Cole 1957.
Leptothorax hispidus ingår i släktet smalmyror och familjen myror. Inga underarter finns listade i Catalogue of Life.